# Stefan-Boltzmanns konstant
 Ikke at forveksle med Boltzmanns konstant og Stefan-Boltzmanns lov.
Stefan–Boltzmanns konstant (også Stefans konstant), en fysisk konstant angivet ved det græske bogstav σ (sigma), er proportionalitetskonstanten i Stefan-Boltzmanns lov: "den samlede intensitet udstrålet over alle bølgelængder stiger, når temperaturen stiger", af et sortlegeme, som er proportionel med den termodynamiske temperatur i fjerde potens. Teorien om termisk stråling fastlægger teorien om kvantemekanikken, ved at udnytte fysik til at relatere denne til molekylære, atomare og subatomare energiniveauer. Den slovenske fysiker Josef Stefan formulerede konstanten i 1879. Den blev formelt udledt i 1884 af hans tidligere elev og samarbejdspartner, den østrigske fysiker Ludwig Boltzmann. Ligningen kan også udledes af Plancks lov, ved at integrere over alle bølgelængder ved en given temperatur, hvilket vil føre til en beskrivelse af en lille flad sortlegeme-boks. "Mængden af udsendt termisk stråling stiger hurtigt, og strålingens hovedfrekvens bliver højere med voksende temperaturer". Stefan–Boltzmanns konstant kan bruges til at måle mængden af varme, der udsendes af et sortlegeme, der absorberer al den strålingsenergi, der rammer den, og vil udsende al strålingsenergien. Desuden giver Stefan–Boltzmanns konstant mulighed for at konvertere temperatur (K) til enheder for intensitet (W⋅m−2), hvilket er effekt pr. arealenhed.

## Værdi
Siden omdefineringen af SI-systemets grundenheder i 2019 er Stefan-Boltzmanns konstant angivet nøjagtigt i stedet for i eksperimentelle værdier. Værdien er givet i SI-enheder ved
I cgs-enheder er Stefan-Boltzmanns konstant
I termokemien er Stefan–Boltzmanns konstant ofte udtrykt i kal⋅cm−2⋅døgn−1⋅K−4:
I de gængse amerikanske enheder er Stefan–Boltzmanns konstant
Stefan-Boltzmann-konstanten er defineret ud fra andre fundamentale konstanter som
{\displaystyle \sigma ={\frac {2\pi ^{5}k_{\rm {B}}^{4}}{15h^{3}c^{2}}}={\frac {\pi ^{2}k_{\rm {B}}^{4}}{60\hbar ^{3}c^{2}}}\,,}
hvor
- kB er Boltzmanns konstant,
- h e Plancks konstant,
- ħ er reduceret Planckkonstant, og
- c er lysets hastighed i et vakuum,

hvormed vi har
{\displaystyle \sigma ={\frac {5454781984210512994952000000\ \pi ^{5}}{29438455734650141042413712126365436049}}\,\mathrm {Jm^{-2}s^{-1}K^{-4}} }
Den CODATA-anbefalede værdi forinden 20. maj 2019 (2018 CODATA), blev beregnet ud fra en målt enhed af gaskonstanten:
{\displaystyle \sigma ={\frac {2\pi ^{5}R^{4}}{15h^{3}c^{2}N_{\rm {A}}^{4}}}={\frac {32\pi ^{5}hR^{4}R_{\infty }^{4}}{15A_{\rm {r}}({\rm {e}})^{4}M_{\rm {u}}^{4}c^{6}\alpha ^{8}}},}
hvor
- R den universelle gaskonstant
- NA er Avogadros konstant
- R∞ er Rydbergkonstanten
- Ar(e) er den "relative atommasse" af elektronen
- Mu er molarmassekonstanten (1 g/mol pr. definition)
- α er finstrukturkonstanten.

Dimensionsformel: M1T−3Θ−4
En relateret konstant er strålingskonstanten (eller strålingsdensitetskonstanten){\displaystyle a}, som er givet ved
{\displaystyle a={\frac {4\sigma }{c}}=7,5657\times 10^{-15}\mathrm {erg\cdot cm^{-3}\cdot K^{-4}} =7,5657\times 10^{-16}\mathrm {J\cdot m^{-3}\cdot K^{-4}} .}

## Eksterne links
- Wikimedia Commons har flere filer relateret til Stefan-Boltzmanns konstant